# Luiz Mattar
Luiz Mattar (18 de agosto de 1963, São Paulo) es un exjugador profesional brasileño de tenis. Hijo del empresario brasileño Fuad Mattar, propietario de la empresa de fabricación textil Paramount Têxteis. Jugó en la gira profesional de 1986-1995, período durante el cual ganó siete títulos individuales y cinco títulos dobles Tour. Su mejor ranking mundial en individual y en dobles fue el n.º 29 (1989) y n.º 55 (1991) respectivamente. Sus ganancias en el circuito alcanzaron los US$1.493.136.

## Títulos

### Individuales
| Leyenda                |
| Grand Slam (0)         |
| Tennis Masters Cup (0) |
| ATP Masters Series (0) |
| ATP Tour (7)           |

| n.º | Fecha                  | Torneo         | Superficie    | Oponente en la final | Resultado     |
| --- | ---------------------- | -------------- | ------------- | -------------------- | ------------- |
| 1.  | 26 de enero de 1987    | Guarujá        | Dura          | Cássio Motta         | 6–3, 5–7, 6–2 |
| 2.  | 25 de enero de 1988    | Guarujá        | Dura          | Eliot Teltscher      | 6–3, 6–3      |
| 3.  | 6 de febrero de 1989   | Guarujá        | Dura          | Jimmy Brown          | 7–6, 6–4      |
| 4.  | 10 de abril de 1989    | Río de Janeiro | Alfombra      | Martín Jaite         | 6–4, 5–7, 6–4 |
| 5.  | 2 de abril de 1990     | Río de Janeiro | Alfombra      | Andrew Sznajder      | 6–4, 6–4      |
| 6.  | 9 de noviembre de 1992 | Sao Paulo      | Dura          | Jaime Oncins         | 6–1, 6–4      |
| 7.  | 9 de mayo de 1994      | Delray Beach   | Tierra batida | Jamie Morgan         | 6–4, 3–6, 6–3 |

### Finalista en individuales
| Leyenda                |
| Grand Slam (0)         |
| Tennis Masters Cup (0) |
| ATP Masters Series (0) |
| ATP Tour (4)           |

| n.º | Fecha                   | Torneo     | Superficie | Oponente en la final | Resultado   |
| --- | ----------------------- | ---------- | ---------- | -------------------- | ----------- |
| 1.  | 9 de noviembre de 1987  | Sao Paulo  | Dura       | Jaime Yzaga          | 2-6 6-4 2-6 |
| 2.  | 23 de noviembre de 1987 | Itaparica  | Dura       | Andre Agassi         | 6-7 2-6     |
| 3.  | 5 de febrero de 1990    | Guarujá    | Dura       | Martín Jaite         | 6-3 4-6 3-6 |
| 4.  | 21 de febrero de 1994   | Scottsdale | Dura       | Andre Agassi         | 4-6 3-6     |

### Dobles
| Leyenda                |
| Grand Slam (0)         |
| Tennis Masters Cup (0) |
| ATP Masters Series (0) |
| ATP Tour (5)           |

| n.º | Fecha                    | Torneo                       | Superficie    | Pareja            | Oponentes en la final       | Resultado     |
| --- | ------------------------ | ---------------------------- | ------------- | ----------------- | --------------------------- | ------------- |
| 1.  | 26 de enero de 1987      | ATP Guarujá                  | Dura          | Cássio Motta      | Martin Hipp Tore Meinecke   | 7–6, 6–1      |
| 2.  | 14 de septiembre de 1987 | ATP Ginebra                  | Tierra batida | Ricardo Acioly    | Mansour Bahrami Diego Pérez | 3–6, 6–4, 6–2 |
| 3.  | 31 de diciembre de 1990  | Wellington                   | Dura          | Nicolás Pereira   | John Letts Jaime Oncins     | 4–6, 7–6, 6–2 |
| 4.  | 8 de junio de 1992       | ATP Florencia / Queen's Club | Tierra batida | Marcelo Filippini | Royce Deppe Brent Haygarth  | 6–4, 6–7, 6–4 |
| 5.  | 31 de octubre de 1994    | ATP Montevideo               | Tierra batida | Marcelo Filippini | Sergio Casal Emilio Sánchez | 7-6, 6-4      |